# Roger Lüdeke
Roger Lüdeke (* 1966) ist ein deutscher Anglist und Hochschullehrer.

## Leben
Roger Lüdeke studierte Anglistik, Komparatistik und Hispanistik in München, Sevilla, Mexiko-Stadt, London und Paris. Sein Studium schloss er 1994 an der Ludwig-Maximilians-Universität München (LMU) mit dem Magister Artium ab. 1999 promovierte er über Henry James und publizierte in der Folgezeit zu Wissenschaftsgeschichte, Gegenwartsliteratur und Literaturtheorie. Ab dem Wintersemester 2003/04 war er wissenschaftlicher Koordinator des Promotionsstudiengangs „Literaturwissenschaft“ an der Ludwig-Maximilians-Universität München (LMU). Von 2006 bis 2007 war er Mitarbeiter im DFG-Forschungsprojekt: Die Anfänge von ‚Littérature comparée‘ und ‚Weltliteratur‘ am Institut für Komparatistik der LMU München. 2006 folgte die Habilitation mit der Arbeit Ästhetische Souveränität und das politische Imaginäre des 18. Jahrhunderts über den englischen „poet painter“ William Blake. Die Arbeit wurde mit dem Habilitationspreis des Deutschen Anglistenverbands ausgezeichnet.
Zum Sommersemester 2007 übernahm Lüdeke in der Nachfolge von Erika Greber die Lehrstuhlvertretung am Institut für Allgemeine und Vergleichende Literaturwissenschaft (Komparatistik) an der Ludwig-Maximilians-Universität, bis Sommer 2008 dann die Lehrstuhlvertretung am Institut für Englische Philologie der Ludwig-Maximilians-Universität. Seit 2009 ist er Inhaber des Lehrstuhls für „Neuere Englische Literatur“ an der Heinrich-Heine-Universität Düsseldorf. Von 2012 bis 2016 war Lüdeke Mitglied des Wissenschaftlerteams im DFG-Forschungsprojekt Materialität und Produktion, in dem diese beiden zentralen Begriffe der Kultur- und Geistesgeschichte in ihrer historischen Konkretisierung und ihrer systematischen Ausdifferenzierung erforscht wurden.
Lüdeke forscht zu Politik und Ästhetik, Weltliteratur-Konzepten sowie zur Literatur- und Medientheorie. In seiner ersten Buchveröffentlichung befasste sich Lüdeke mit den Ausdrucksformen moderner Autorenschaft bei Henry James. In seiner 2013 im Wilhelm Fink Verlag erschienenen Monographie Zur Schreibkunst von William Blake. Ästhetische Souveränität und politische Imagination untersuchte er die illuminierten Bücher und Drucke William Blakes im Kontext romantischer Handschriftenpolitik und ihrer Bild-Text-Beziehungen. In seiner Forschung zu Weltliteratur-Konzepten untersuchte Lüdeke insbesondere die Vormoderne, die Renaissance-Epik und die frühen Romane mit literaturhistorischen Verweisen auf Jehan de Mandeville, Ariost, Torquato Tasso, Luís de Camões, Christopher Marlowe und Daniel Defoe. Lüdeke veröffentlichte auch zur Gothic Novel und zur Schauerliteratur. Einen weiteren Forschungsschwerpunkt Lüdekes stellt die „Politik der Tragödie und die Herkunft der Gattung aus religiösen und politischen Verfügungsansprüchen“ dar. Sein wissenschaftliches Interesse gilt insbesondere auch der literarischen Gattung des Romans und der Romantheorie, insbesondere in der Analyse der Werke von James Joyce und Virginia Woolf. Außerdem beschäftigt sich Lüdeke mit den Möglichkeiten, die Methoden der Genetischen Kritizismus und des Kreativen Schreibens miteinander zu verbinden.

## Schriften (Auswahl)
- Wiederlesen. Revisionspraxis und Autorschaft bei Henry James. Tübingen 2002, ISBN 3-86057-743-3.
- als Herausgeber mit Inka Mülder-Bach: Wiederholen: Literarische Funktionen und Verfahren. Göttingen 2006, ISBN 3-89244-873-6.
- als Herausgeber mit Virginia Richter: Theater im Aufbruch. Das europäische Drama der frühen Neuzeit. Tübingen 2008, ISBN 3-484-66053-8.
- Zur Schreibkunst von William Blake. Ästhetische Souveränität und politische Imagination. München 2013, ISBN 978-3-7705-5246-7.